# Juan de Torquemada (Historiker)

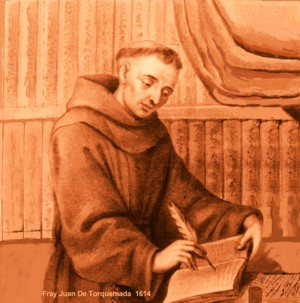
Juan de Torquemada

Juan de Torquemada (* zwischen 1557 und 1565 in Torquemada; † 1. Januar 1624 in Mexiko-Stadt) war ein spanischer Missionar und Chronist.
Torquemada ging als Mitglied des Franziskanerordens nach Mexiko, wo er Schüler von Gerónimo de Mendieta wurde. Er wirkte 1600 als Guardian, später als Rektor der Kirche in Santiago Tlatelolco. 1615 erschien in Sevilla sein Buch „Monarquia Indiana“. Das Werk, das sich mit der Geschichte der Azteken unter spanischer Herrschaft befasst, ist im Wesentlichen eine Übersetzung von Mendietas „Historia eclesiástica Indiana“. Dennoch enthält es scharfe Kritik an dem Neuansiedlungsprogramm, das die spanische Verwaltung den indianischen Gemeinden aufzwang.

## Werke
- Veynte y un libros rituales y monarchia yndiana, con el origen y guerras, de los yndios occidentales, De sus poblaciones, Descubrimientos, Conquista, conversion y otras Cosas marauillosas de la misma Tierra. Teil 1–3, Sevilla 1615.